# اندیس آنومالی دره آکسی
آنومالی دره آکسی یک اندیس فلزی است که در حوالی شهر دامغان استان سمنان قرار دارد و مادهٔ معدنی موجود در آن، طلا است.سنگ میزبان این اندیس شیل، ماسه‌سنگ، توف است  در این اندیس، پاراژنز‌های روتیل، استارولیت، زیرکن، ایلمنیت، مس، آناتاز، سروزیت، پیرومورفیت، وانادیت یافت می‌شوند.